# Homalium rubiginosum
Homalium rubiginosum är en videväxtart som först beskrevs av Eugène Vieillard, och fick sitt nu gällande namn av Otto Warburg. Homalium rubiginosum ingår i släktet Homalium och familjen videväxter. Inga underarter finns listade i Catalogue of Life.